# Fontenay-lès-Briis
Fontenay-lès-Briis ist eine französische Gemeinde mit 2.322 Einwohnern (Stand 1. Januar 2022) im Département Essonne der Region Île-de-France; sie gehört zum Arrondissement Palaiseau und zum Kanton Dourdan.

## Geographie
Die Gemeinde liegt 30 Kilometer südwestlich von Paris. Das Gemeindegebiet ist Teil des Regionalen Naturparks Haute Vallée de Chevreuse. Nachbargemeinden von Fontenay-lès-Briis sind Janvry im Norden, Marcoussis im Nordosten, Bruyères-le-Châtel im Osten und Süden, Saint-Maurice-Montcouronne und Courson-Monteloup im Südwesten und Briis-sous-Forges im Westen.
Das Gemeindegebiet wird von der Charmoise Richtung Süden entwässert, wo sie in die Rémarde mündet.

## Geschichte
Der Ort findet bereits in der Charte de Clotilde (10. März 673) eine erste Erwähnung.

## Bevölkerungsentwicklung
| Jahr      | 1968 | 1975 | 1982 | 1990 | 1999 | 2009 |
| Einwohner | 929  | 1168 | 1204 | 1567 | 1707 | 1832 |

## Sehenswürdigkeiten
- Théatre de Bligny, erbaut 1934